# Бонна д’Арманьяк
Бонна д’Арманьяк (фр. Bonne d’Armagnac, 19 февраля 1395, Лавардан — не ранее 1430 и не позднее 1435, Кастельно-де-Монмираль) — старшая дочь Бернара VII д’Арманьяка, коннетабля Франции, и Бонны Беррийской.

## Брак
15 августа 1410 года в возрасте одиннадцати лет Бонна вышла замуж за Карла, герцога Орлеанского (который остался сиротой после убийства своего отца Людовика в 1407 году). Брак сделал Бернара VII не только свёкром Карла, но и его опекуном. Таким образом, Орлеанская партия, оставшаяся без лидера после смерти Людовика, стала партией Арманьяков. Под этим именем она фигурировала вплоть Аррасского договора в 1435 году.
После поражения французов в битве при Азенкуре 25 октября 1415 года, англичане взяли в плен Карла. Бонна не родила детей до заключения своего супруга. Она умерла где-то между 1430 и 1435 годами, пока её муж всё ещё находился в плену.

## В литературе и искусстве
Бонна д’Арманьяк является одним из действующих лиц признанного критиками исторического романа Хеллы Хаассе «Заблудившись в темном лесу», впервые опубликованного в 1949 году. В романе описывается жизнь Карла Орлеанского.
Свадьба Карла и Бонны в Шато-де-Дурдан изображена в иллюминированной рукописи под названием «Великолепный часослов герцога Беррийского». Он был создан между 1412 и 1416 годами и считается одним из наиболее хорошо сохранившихся экземпляров. Поскольку рукопись была создана в то же время, что и изображаемые ею события, это важный источник сведений для более точного понимания стиля одежды, которую в то время носили различные слои общества. Это отличает рукопись от многих картин, созданных в викторианский период. Кроме того, портреты людей, хотя и не детализированные, могут быть достаточно точными.